# Vojnice (Koštice)
Vojnice jsou vesnice, část obce Koštice v okrese Louny v Ústeckém kraji. Nachází se zhruba osm kilometrů SZZ od Libochovic a dva a půl kilometru severně od Koštic. Vesnice je obklopena chmelnicemi produkujícími žatecký chmel, který se zde rovněž upravuje pro další zpracování. Zhruba kilometr severozápadním směrem leží vesnice Vojničky.

## Historie
První písemná zmínka o Vojnicích pochází z roku 1226, kdy ji bratři Častolov a Jindřich ze Žitavy prodali doksanskému klášteru.
Přímo ve vesnici se ve dvorech usedlostí čp. 8 a 16 nachází studny, ve kterých se od poloviny devatenáctého století jímala středně až silně mineralizovaná voda s vysokým obsahem sodíku, hořčíku a vápníku. Voda se plnila do kameninových džbánů a používala se při léčbě očních nemocí.

## Přírodní poměry
Výskyt minerálních pramenů u Vojnic souvisí s hořkými vodami jímanými u Zaječic. Geologické podloží, ve kterém dochází k mineralizaci vody u Vojnic, je tvořené svrchnoturonskými slínovci s nižším obsahem dolomitu a vyšším obsahem sodíku v sorpčním komplexu.

## Obyvatelstvo
|                                                             | 1869 | 1880 | 1890 | 1900 | 1910 | 1921 | 1930 | 1950 | 1961 | 1970 | 1980 | 1991 | 2001 | 2011 | 2021 |
| ----------------------------------------------------------- | ---- | ---- | ---- | ---- | ---- | ---- | ---- | ---- | ---- | ---- | ---- | ---- | ---- | ---- | ---- |
| Obyvatelé                                                   | 276  | 308  | 295  | 280  | 310  | 297  | 298  | 198  | 144  | 125  | 93   | 46   | 60   | 57   | 66   |
| Domy                                                        | 53   | 53   | 59   | 60   | 65   | 66   | 71   | 68   | 83   | 49   | 41   | 53   | 52   | 53   | 56   |
| Počet domů z roku 1961 zahrnuje domy místní části Vojničky. |      |      |      |      |      |      |      |      |      |      |      |      |      |      |      |

## Obecní správa
Při sčítání lidu v letech 1869–1950 Vojnice byly samostatnou obcí, se kterým patřily nejprve do okresu Roudnice, ale v letech 1921–1930 v okrese Roudnice nad Labem a v roce 1950 v okrese Lovosice. Od roku 1964 jsou částí obce Koštice v okrese Louny.

## Pamětihodnosti
- Kaple Andělů Strážných